# Epizeuxis betulalis
Epizeuxis betulalis là một loài bướm đêm trong họ Noctuidae.